# Ай-Соим (приток Соима)
Айсоим (устар. Ай-Соим) — река в России, протекает по территории Сургутского района Ханты-Мансийского автономного округа. Устье реки находится в 39 км по правому берегу реки Соим. Длина реки — 12 км.

## Данные водного реестра
По данным государственного водного реестра России относится к Верхнеобскому бассейновому округу, водохозяйственный участок реки — Обь от впадения реки Вах до города Нефтеюганск, речной подбассейн реки — Обь ниже Ваха до впадения Иртыша. Речной бассейн реки — (Верхняя) Обь до впадения Иртыша.
Код объекта в государственном водном реестре — 13011100112115200042419.